# Hiatus (30 Rock)
"Hiatus" é o 21.° e último episódio da primeira temporada da série de televisão norte-americana 30 Rock. Teve o seu enredo escrito por Tina Fey — criadora, produtora executiva e actriz principal da série — e foi realizado pelo produtor Don Scardino. A sua transmissão original ocorreu na noite de 26 de Abril de 2007 nos Estados Unidos através da rede de televisão National Broadcasting Company (NBC). As estrelas convidadas foram Katrina Bowden, Kevin Brown, Grizz Chapman, Chris Parnell, Emily Mortimer, Lonny Ross, Elaine Stritch, Jason Sudeikis, Rachel Dratch, e Sean Hayes. Lester Holt, jornalista da NBC e apresentador dos programas NBC Nightly News e Dateline NBC, fez uma participação a interpretar uma versão fictícia de si mesmo.
"Hiatus" centra-se no episódio final iminente do The Girlie Show with Tracy Jordan (TGS). Para o desespero de Liz Lemon (interpretada por Fey), Tracy Jordan (Tracy Morgan) continua desaparecido e o único com conhecimento sobre a sua localização é Kenneth Parcell (Jack McBrayer), que não está disposto a revelar. Entretanto, Colleen Donaghy (Stritch) surpreende o seu filho Jack Donaghy (Alec Baldwin) em uma visita à Cidade de Nova Iorque por causa do casamento dele com Phoebe (Mortimer). Ao mesmo tempo, Liz tenta lidar com o seu relacionamento à distância com Floyd DeBarber (Sudeikis), mas enfrentam várias dificuldades.
Em geral, "Hiatus" foi recebido com opiniões bastante divergentes pela crítica especialista em televisão do horário nobre, que condenou o episódio final da temporada por providenciar um final insatisfatório. Os argumentistas do episódio foram igualmente criticados por um suposto mau aproveitamento de Stritch. No entanto, a actriz venceu um Prémio Emmy do horário nobre pela sua participação, na 59.ª cerimónia anual do evento. Segundo os dados publicados pelo serviço de mediação de audiências Nielsen Ratings, "Hiatus" foi assistido em uma média de 4,72 milhões de domicílios norte-americanos ao longo da sua transmissão original, e foi-lhe atribuída a classificação de 2,4 e seis de share no perfil demográfico dos telespectadores entre os dezoito aos 49 anos de idade.

## Produção
"Hiatus" é o 21.° e último episódio da primeira temporada de 30 Rock. Teve o seu enredo escrito por Tina Fey e foi realizado por Don Scardino. Além de argumentista-chefe e co-showrunner, Fey é ainda a criadora, produtora executiva e actriz principal de 30 Rock e este foi o oitavo episódio no qual foi creditada como argumentista, sendo "The C Word" o seu trabalho anterior. Para Scardino, este foi o sexto seu crédito de realização, sendo "Corporate Crush" o seu trabalho mais recente até então. As cenas que usam Needmore, Pensilvânia, como locação foram, na verdade, filmadas no bairro Douglaston–Little Neck, situado na parte este de Queens, Nova Iorque. Similarmente, as cenas que usaram Cleveland, Ohio, como locação no episódio anterior foram filmadas em Battery Park City, Manhattan.

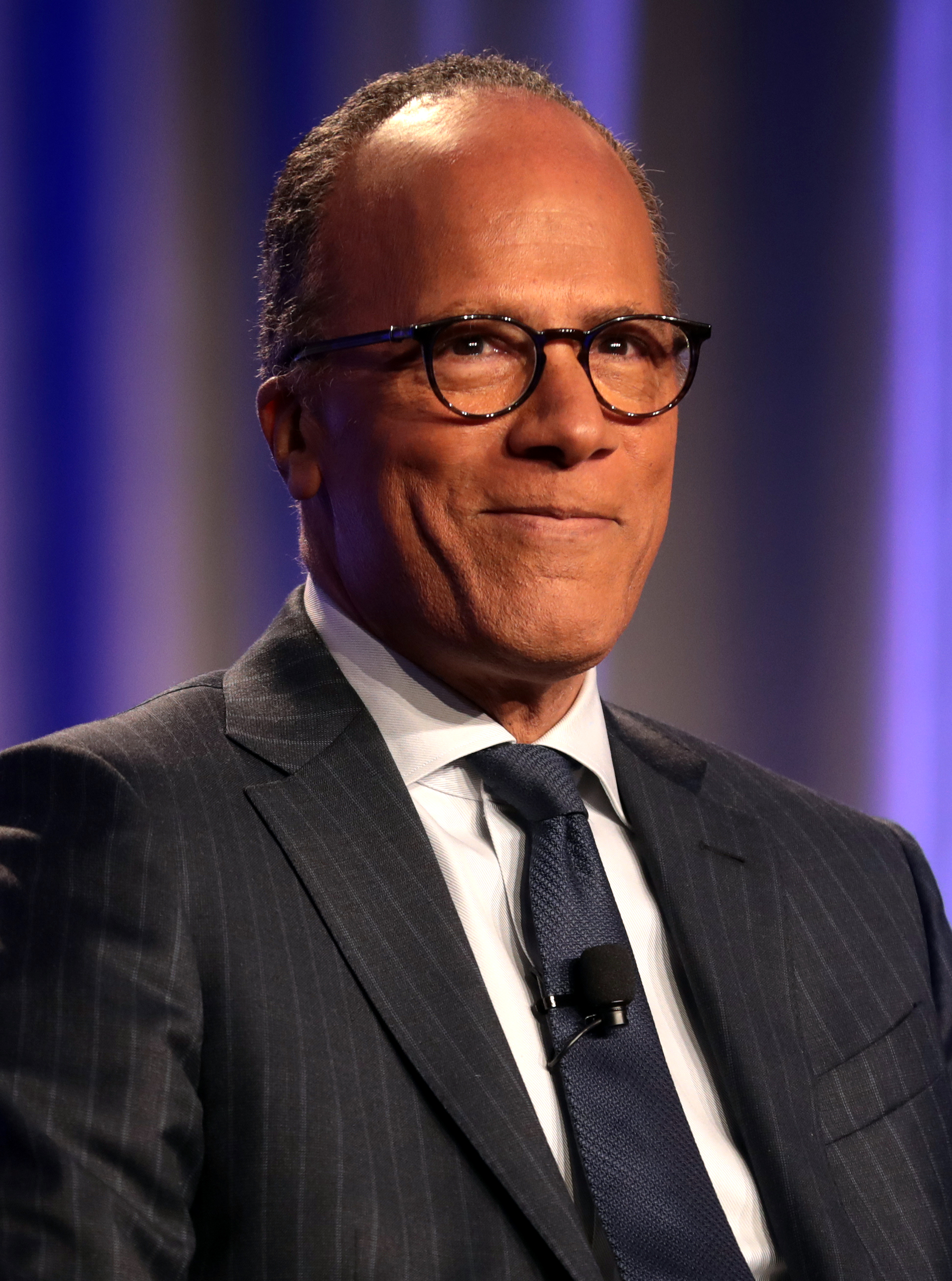
Lester Holt participou de "Hiatus" desempenhando uma versão fictícia de si próprio.

"Hiatus" contou com a participação de Lester Holt, jornalista da NBC que apresenta os programas de televisão NBC Nightly News e Dateline NBC. Esta foi a segunda participação dele em 30 Rock, com a primeira tendo sido no episódio anterior. No entanto, o trecho no qual ele participou em "Hiatus" foi o mesmo incluso em "Cleveland." Holt apenas voltaria a participar do programa na quarta temporada, no episódio "Floyd." A actriz Elaine Stritch foi introduzida pela primeira vez em "Hiatus" como Colleen Donaghy, a mãe de Jack Donaghy. Stritch viria a se tornar uma participação regular em 30 Rock, totalizando nove episódios até ao final da sétima temporada. Neste episódio ela referiu-se a Liz como "Olhos de Tubarão;" no início da primeira temporada, Jack mostrou apreço pelos "Olhos de Tubarão-negro" de Liz. Para Emily Mortimer, esta foi a sua participação final no seriado.
Em "Hiatus," o actor e comediante Jason Sudeikis fez a sua sétima participação especial em 30 Rock a interpretar o Floyd DeBarber. Sudeikis já foi integrante do elenco do Saturday Night Live (SNL), um programa de televisão humorístico norte-americano transmitido pela NBC no qual Tina Fey — criadora, produtora executiva e actriz principal de 30 Rock — foi argumentista-chefe entre 1999 e 2006. Vários outros membros do elenco do SNL já fizeram uma participação em 30 Rock. Eles são: Fred Armisen, Kristen Wiig, Will Ferrell, Jimmy Fallon, Amy Poehler, Julia Louis-Dreyfus, Andy Samberg, Chris Parnell, Bill Hader, Jason Sudeikis, Tim Meadows, Molly Shannon, Siobhan Fallon Hogan, Gilbert Gottfried, Bobby Moynihan, Rachel Dratch, Will Forte, Jan Hooks, Horatio Sanz, e Rob Riggle. Ambos Fey e Tracy Morgan fizeram parte do elenco principal do SNL, com Fey sendo ainda a apresentadora do segmento Weekend Update. Outros membros da equipa de 30 Rock que trabalharam em SNL são John Lutz, argumentista entre 2003 a 2010, e Steve Higgins, argumentista e produtor do SNL desde 1995. O actor Alec Baldwin apresentou o SNL por dezassete vezes, o maior número de episódios por qualquer personalidade.
Rachel Dratch, parceira de longa data e companheira de comédia de Fey no SNL, foi originalmente escolhida para interpretar a personagem Jenna Maroney. Dratch interpretou o papel no episódio piloto original do seriado, nunca transmitido na televisão. No entanto, em Agosto de 2006, foi anunciado que a actriz Jane Krakowski iria substituir Dratch neste papel, com esta última interpretando várias personagens diferentes ao longo da série. Segundo Fey, Dratch era "melhor adaptada para interpretar uma variedade de personagens secundárias excêntricas," e o papel de Jenna era para ser desempenhado em "linha recta." "Ambos Tina e eu obviamente adoramos Rachel, e nós queríamos encontrar uma maneira na qual pudéssemos explorar a sua força," afirmou o produtor Lorne Michaels em entrevista à revista Variety. "Hiatus" marcou a última aparição de Dratch em 30 Rock até "Live Show," episódio da quinta temporada transmitido em 2010.
O actor e comediante Judah Friedlander, intérprete da personagem Frank Rossitano em 30 Rock, é conhecido pelos seus bonés de camioneiro de marca registada que usa dentro e fora da personagem Frank. Os chapéus normalmente apresentam palavras ou frases curtas estampadas neles. Friedlander afirmou que ele próprio é quem faz os acessórios. Revelou também que "alguns deles são brincadeiras íntimas, e alguns são simplesmente piadas." A ideia veio do persona de Friedlander nas suas apresentações de comédia stand-up, nas quais os objectos de adorno estão todos estampados com a escrita "campeão mundial" em línguas e aparências diferentes. Em "Hiatus", Frank usa bonés que leem "Force Field" e "Alien Knight Force."

## Enredo
Depois de fugir da Cruzada Negra, Tracy (interpretado por Tracy Morgan) decide viajar para Needmore, Pensilvânia (uma cidade real localizada no município de Belfast no Condado de Fulton, Pensilvânia) para acomodar-se com o primo de Kenneth Parcell (Jack McBrayer), Jesse Parcell (Sean Hayes). Liz (Tina Fey) fica frustrada pois a altura para a transmissão do episódio final do TGS with Tracy Jordan se aproxima e Tracy continua desaparecido. Então, com o auxílio de Jack (Alec Baldwin), força Kenneth a revelar o paradeiro de Tracy e arranja maneira de trazê-lo de volta à Cidade de Nova Iorque. O astro do TGS apercebe-se que deseja regressar para Nova Iorque, mas Jesse o sequestra e mantém-no em cativeiro, a la Misery (1987). Acompanhado dos membros da comitiva de Tracy, Dot Com (Kevin Brown) e Grizz (Grizz Chapman), Liz e Kenneth conseguem resgatar Tracy e levá-lo de volta aos estúdios da NBC à tempo da transmissão do episódio.
Entretanto, Jack fica enraivado quando a sua mãe Colleen (Elaine Strich) faz uma visita, como está na cidade para assistir ao casamento de Bianca, ex-esposa de Jack, com Vincent Folley. Colleen tem uma antipatia imediata pela noiva do seu filho, Phoebe (Emily Mortimer), mas começa a desenvolver um afecto por Liz, a quem inicialmente confundiu por Phoebe. Com o estresse do seu casamento que se avizinha, bem como a chegada da sua mãe, Jack acaba por ter um ataque cardíaco e é levado ao hospital, onde Colleen usa o monitor cardíaco como um detector de mentiras no seu filho, que o leva a revelar que não ama Phoebe, forçando-os a terminar o noivado.
Não obstante, Liz e Floyd (Jason Sudeikis) fazem um esforço para manter o relacionamento à longa distância, uma vez que Floyd mudou-se para Cleveland, Ohio. Todavia, no fim do episódio, Liz revela a Jack que eles também se separaram.

## Transmissão e repercussão

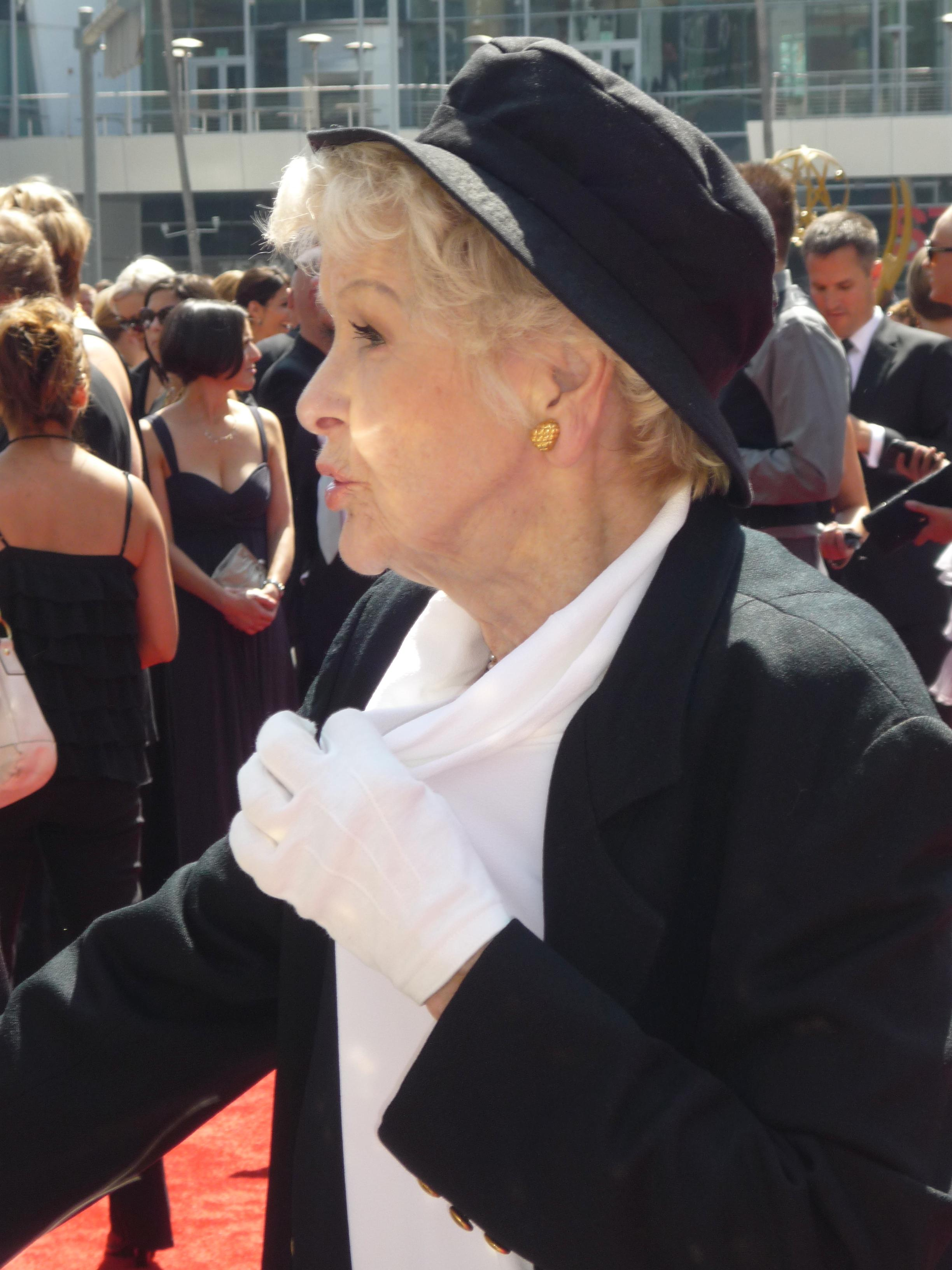
Elaine Stritch foi nomeada a um Prémio Emmy do horário nobre pelo seu desempenho em "Hiatus.".